# A Liar's Autobiography: The Untrue Story of Monty Python's Graham Chapman
A Liar's Autobiography: The Untrue Story of Monty Python's Graham Chapman (Autobiografía de un mentiroso) es una película de comedia semi-biográfica animada británica de 2012 que es un retrato de la vida del ex alumno de Monty Python, Graham Chapman. La película se basa libremente en A Liar's Autobiography: Volume VI, un libro escrito por Chapman y David Sherlock. Recibió un estreno limitado el 2 de noviembre de 2012 en los Estados Unidos y se emitió en el canal de televisión Epix el mismo día.

## Reparto de voz
- Graham Chapman como Él mismo
- Terry Gilliam como El psiquiatra de Graham
- John Cleese como David Frost
- Michael Palin como El padre de Graham
- Terry Jones como La madre de Graham
- Cameron Diaz como Sigmund Freud
- Philip Bulcock como David Sherlock
- Justin McDonald como El joven David Sherlock
- André Jacquemin como Él mismo
- Margarita Doyle como Sylvia Kristel

Varios personajes con la voz de Palin, Jones, Cleese, Carol Cleveland y Stephen Fry.

## Producción
En junio de 2011, se anunció que Bill y Ben Productions estaban realizando A Liar's Autobiography, una película animada en 3D basada en las memorias. El nombre completo es A Liar's Autobiography: The Untrue Story of Monty Python's Graham Chapman. Aunque no es una película de Monty Python, todos menos uno de los pitones restantes están involucrados en el proyecto. Cuando se le preguntó qué era cierto en un relato deliberadamente fantasioso de Chapman sobre su vida, Terry Jones bromeó: "Nada... todo es una mentira franca, absoluta y desvergonzada".
La película utiliza la propia voz de Chapman, de una lectura de su autobiografía poco antes de morir de cáncer, y el canal de entretenimiento EPIX ha anunciado que la película está en formato 2D y 3D. Producida y dirigida por los londinenses Bill Jones, Jeff Simpson y Ben Timlett, la película utilizó 14 compañías de animación, cada una trabajando en capítulos que van de 3 a 12 minutos de duración, con cada capítulo en un estilo diferente similar a Opéra imaginaire.
John Cleese grabó un diálogo que coincidió con la voz de Chapman. Michael Palin expresó al padre de Chapman y Terry Jones expresó a su madre. Terry Gilliam expresó a su psiquiatra. Todos ellos juegan varios otros papeles. Entre el grupo original de Python, solo Eric Idle no estuvo involucrado, aunque se lo puede ver durante las imágenes del elogio de John Cleese en el funeral de Chapman cerca del final de la película.

## Lanzamiento
A Liar's Autobiography se proyectó por primera vez en el Festival Internacional de Cine de Toronto de 2012 en septiembre de 2012 y se estrenó en el Reino Unido el 16 de octubre de 2012 como parte del BFI London Film Festival. El avance oficial de la película afirma que Chapman dijo: "Esta es la mejor película en la que he estado desde que morí".

## Recepción
La película recibió críticas mixtas de los críticos. A partir de octubre de 2021, tiene un índice de aprobación del 44 % en Rotten Tomatoes, según 50 reseñas con una calificación promedio de 5/10. En Metacritic, la película tiene una calificación de 45/100, lo que significa "críticas mixtas o promedio".